# West Kennet Avenue

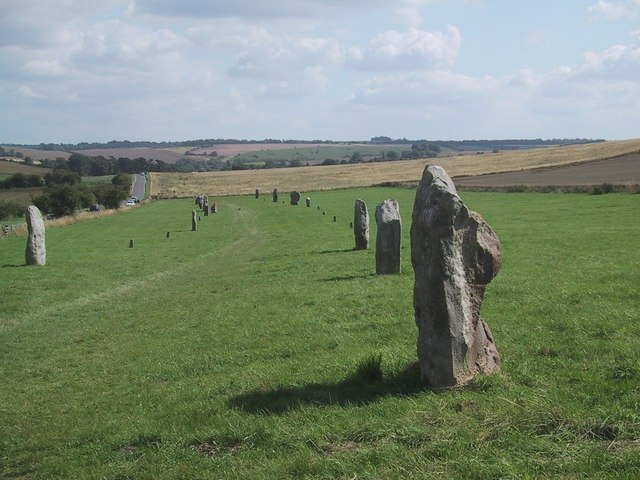
West Kennet Avenue

West Kennet Avenue oder Kennet Avenue ist eine vorgeschichtliche Stätte im Englischen County Wiltshire. Als Teil der Avebury-Region ist sie Bestandteil des Stonehenge, Avebury and Associated Sites UNESCO-Weltkulturerbes.

## Zeitlicher und örtlicher Zusammenhang
Die Kennet Avenue steht in Verbindung mit den prähistorischen Stätten von Avebury und The Sanctuary und wurde einige Zeit nach deren Erbauung erstellt, ca. 2.200 – 2.400 v. Chr.
Ehemals waren es vier Avenues, die in alle vier Himmelsrichtungen zum Sanctuary führten. Davon ist nur noch die südliche Kennet Avenue von Steinen gesäumt erhalten.
Auf der Hälfte des Weges wurden Löcher und Gruben gefunden. Zunächst hielt man sie für Spuren von Besiedlung. Heute glaubt man, dass es Überreste von Ritualstätten sind, die Jahrhunderte vor Errichtung der Avenue bestanden.
Ebenso wie das beeindruckende Stonehenge, zeugt auch die Kennet Avenue von der wohlhabenden und weit entwickelten Gesellschaft, die diese Monumente errichtete.

## Aufbau

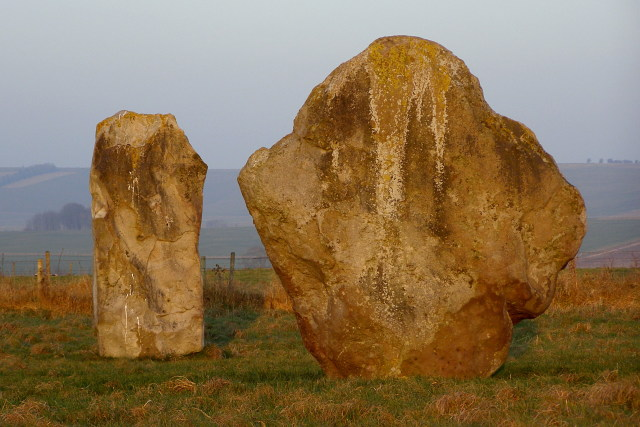
Quader- und rautenförmiges Steinpaar

### Steine
Die Avenue bestand ursprünglich aus über 100 Paaren von stehenden Steinen. Die Höhe der Steine variiert stark, von etwa 1,20 Meter bis knapp 4 Meter; die durchschnittliche Höhe beträgt 3 Meter.
Die Steine beschrieben einen Korridor über die gesamte Länge von 2,5 Kilometern, mit einer Breite von 15 Metern, die sich jedoch wohl zum Sanctuary hin verringert. Die Steinpaare standen jeweils im Abstand von etwa 24,5 Meter.
Die Steine treten oft als Paar unterschiedlicher, gegenüberstehender Typen auf: einer ist schlank und quaderförmig, der andere breit und rautenförmig. Dies wurde als Verkörperung von männlichen (quaderförmig) und weiblichen (rautenförmig) Aspekten gedeutet.

### Straßenverlauf
Der Verlauf war teilweise schwer zu rekonstruieren, weil er durch Farmland unterbrochen wurde. In den 1990er Jahren wurde versucht, mit modernen Untersuchungsmethoden den Verlauf nachzuvollziehen, was teilweise gelang.
Der kurvige Verlauf der Straße scheint auf den ersten Blick unbedacht und unverständlich. Eine Erklärung dafür bietet die Entdeckung prähistorischer Stätten, die die Avenue umgeben und deren Siedlungen und Gebäude vom Straßenverlauf berücksichtigt werden. Eine weitere mögliche Erklärung ist der Überraschungseffekt, den die Kurven auf den Blickwinkel haben, durch den der Anblick des Sanctuarys noch spektakulärer erscheinen sollte.

### Fehlende Steine
Einige Steine fehlten bereits, als John Aubrey im 17. Jahrhundert zum ersten Mal die Avenue beschrieb. William Stukeley beschrieb 1724 dann lediglich 72 Steine.
Im Jahre 1912 leitete Maud Cunnington erste Arbeiten an der Kennet Avenue, in deren Rahmen sie auch schon begann Steine wieder aufzurichten.
Alexander Keiller fand 1932 jedoch nur noch vier stehende Steine vor. Keiller konnte aufzeigen, dass es seit dem Mittelalter den Brauch gab, die Steine niederzureißen und zu begraben, wahrscheinlich weil sie als Werk des Teufels galten.
Zudem wurden die Steine als Baumaterial von benachbarten Bauern genutzt.
Dank der Arbeit von Keiller, in deren Zusammenhang Steine wieder aufgefunden und aufgerichtet worden sind, stehen nun 27 Steine aufrecht und 37 weitere sind durch Zementsäulen ersetzt.
Vier Steine in der Umgebung des Gebietes werden heute auch der Avenue zugerechnet.

## Grabstätte
Die Steine weisen nicht nur den Weg, sondern scheinen auch als Hinweise für Grabstätten einiger Mitglieder der Gemeinde von Avebury gedient zu haben. Einige Zeit nachdem die Avenue errichtet worden ist, wurden einige flache Beerdigungen zu Füßen der Steine vollzogen. Die Bestattungen werden mit der Glockenbecherkultur in Zusammenhang gebracht, die zu Beginn der Bronzezeit vom Kontinent kam. In den 1930ern haben Stuart Piggott und Keiller vier der Gräber geöffnet, von denen drei jeweils die Überreste einer Person enthielten, das vierte die von dreien. Es wird vermutet, dass die Bestatteten entweder sehr angesehene Persönlichkeiten waren oder als Opfergabe dienten. Weitere Ausgrabungen entlang der Avenue brachten auch Knochen hervor, vermutlich ebenfalls von Beerdigungen.

## Vandalismus
In jüngerer Vergangenheit wurden einige Steine von Vandalen mit roter Farbe beschmiert, die nur mühsam wieder entfernt werden kann.

## Besitzverhältnisse
West Kennet Avenue ist freies Grundeigentum des National Trust und steht unter der Denkmalschutz-Verwaltung des English Heritage.